# 2e sous-sol
Pour plus de détails, voir Fiche technique et Distribution.
2e sous-sol (P2) est un thriller de Noël horrifique canado-américain, réalisé par Franck Khalfoun, sorti en 2007.

## Synopsis
Le soir de Noël, Angela, jeune femme travailleuse, reste un peu tard à son boulot pour terminer un dossier. Lorsqu'elle a fini, Angela descend jusqu'au parking souterrain pour prendre sa voiture et rejoindre sa famille. Mais étrangement sa voiture ne démarre plus. Elle trouve alors le gardien du parking, nommé Thomas. Le jeune homme lui propose de l'inviter à dîner dans sa loge. Le jeune homme semble dire que c'était une farce, mais la jeune femme se réveille attachée au pied d'une table dans la loge du gardien…

## Fiche technique
Sauf indication contraire, les informations mentionnées dans cette section peuvent être confirmées par la base de données cinématographiques IMDb,  présente dans la section « Liens externes ».
- Titre original : P2
- Titre français : 2e sous-sol
- Réalisation : Franck Khalfoun
- Scénario : Alexandre Aja, Franck Khalfoun, Grégory Levasseur
- Direction artistique : Oleg M. Savytski
- Costume : Ruth Secord
- Photographie : Maxime Alexandre
- Musique : Tomandandy
- Montage : Patrick McMahon, Brian Day
- Production : Alexandre Aja, Erik Feig (en), Grégory Levasseur, Patrick Wachsberger (de)
- Société de production[1] : P2 Productions (II), Summit Entertainment
- Société de distribution : Summit Entertainment, Tartan Films, SND
- Genre : thriller, horreur, policier
- Pays :  États-Unis,  Canada
- Langue : anglais
- Dates de sortie en salles[2] : 
  -  États-Unis : 9 novembre 2007
  -  Canada : 9 novembre 2007
  -  France : 5 mars 2008
- Film interdit aux moins de 16 ans lors de sa sortie en salles en France[3].

## Distribution
- Rachel Nichols (VF : Marie Zidi ; VQ : Émilie Bibeau) : Angela Bridges
- Wes Bentley (VF : Alexis Victor ; VQ : Tristan Harvey) : Thomas Barclay
- Philip Akin (VQ : Wildemir Normil) : Karl Donson
- Simon Reynolds (VQ : Patrick Chouinard) : Jim Harper
- Stephanie Moore (en) : Lorraine Bridges
- Miranda Edwards (es) : Jody McKlennan
- Paul Sun-Hyung Lee : Doug Tran Phu
- Grace Lynn Kung : Kim Phu
- Bathsheba Garnett : la femme sans-abri
- Philip Williams : un policier
- Arnold Pinnock (en) : un policier